# 11-та армія (Третій Рейх)

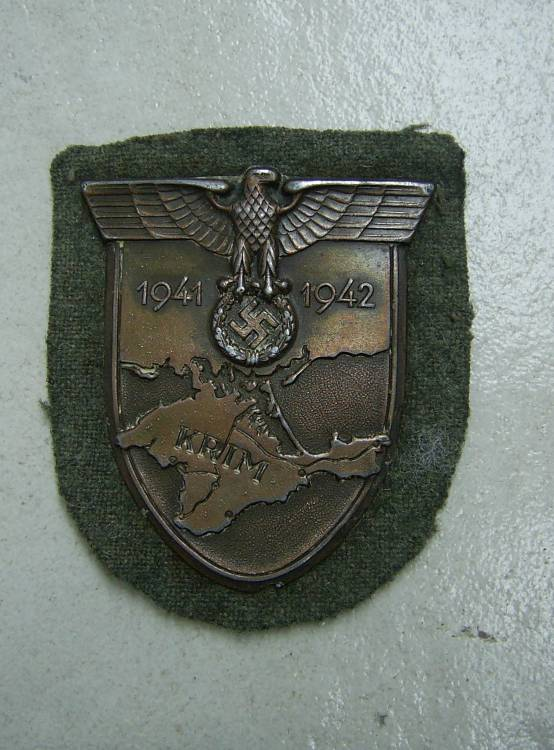
Особлива відзнака військовослужбовців 11-ї армії Вермахту — знак «Кримський щит», який видавався за взяття Криму

Не варто плутати з 11-ю німецькою армією часів Першої світової війни
11-та а́рмія (нім. 11. Armee) — польова армія Вермахту в роки Другої світової війни.

## Історія
11-та польова армія (11. Armee) була сформована 5 жовтня 1940 року на базі 4-го військового округу зі штабом у Лейпцизі (нім. Kommandostab Leipzig). У квітні 1941 року командування було передислоковано до Мюнхена. У період з 24 травня 1941 року по 22 червня 1941 року штаб армії здійснював командування німецькими військами в Румунії.
22 червня 1941 року у складі групи армій «Південь» 11-та армія розпочала наступ у Молдові, форсувавши річку Прут. До 10 липня 1941 року частини армії захопили північні райони Молдови, надалі прикривали південний фланг ударного угрупування, що наступало на Київ. Переслідуючи радянські війська, що відступали, до кінця серпня 1941 року з'єднання армії вийшли до Дніпра, форсували його в районі Каховки, створили плацдарм на його лівому березі. Саме з нього вони почали наступ, в результаті якого були блоковані з'єднання Червоної Армії в Криму, захоплено північне узбережжя Азовського моря.
Надалі всі зусилля частин 11-ї армії були направлені на захоплення Криму і Севастополя. До кінця жовтня 1941 року була окупована велика частина Кримського півострова. Спроби захоплення головної бази Чорноморського флоту з ходу не увінчалися успіхом. Становище армії було ускладнене висадкою великого морського десанту на Керченському півострові. У травні 1942 року в ході наступальної операції були розгромлені війська Червоної Армії в районі Керчі, а на початку липня 1942 року в результаті штурму був узятий Севастополь.
На початку вересня 1942 року штаб армії був переведений у район дій групи армій «Північ» (нім. Heeresgruppe Nord). У складі неї частини армії вели бої уздовж південного узбережжя Ладозького озера, брали участь в невдалих спробах німецьких військ прорвати оборону Червоної Армії у напрямку Ленінграда.
Унаслідок розвитку подій, що склалися в районі Сталінграда, 21 листопада 1942 року штаб 11-ї армії був перекинутий на південну ділянку радянсько-німецького фронту та перейменований в штаб групи армій «Дон» (нім. Heeresgruppe Don).

## Командування

### Командувачі
- генерал-полковник Ойген Ріттер фон Шоберт (нім. Eugen Ritter von Schobert) (5 жовтня 1940 — 21 вересня 1941);
- генерал-фельдмаршал Еріх фон Манштейн (нім. Erich von Manstein) (21 вересня 1941 — 21 листопада 1942);
- генерал Ваффен СС Фелікс Штайнер (нім. Felix Steiner) (28 січня — 5 березня 1945);
- генерал артилерії Вальтер Люхт (нім. Walter Lucht) (5 березня — 1 квітня 1945).
- генерал від інфантерії Отто Гіцфельд (нім. Otto Hitzfeld) (2 — 8 квітня 1945);
- генерал артилерії Вальтер Люхт (8 квітня — капітуляція).